# 台湾下鱵
台湾下鱵（学名：Hyporhamphus taiwanensis），又名台湾下鱵魚、臺灣下鱵魚、補網師、水針，为鱵科下鱵鱼属的淡水鱼，只发现於台湾。该物种的模式产地在台北。
它体长可达15.1公分。